# Diaspidiotus uvae
Diaspidiotus uvae är en insektsart som först beskrevs av Comstock 1881.  Diaspidiotus uvae ingår i släktet Diaspidiotus och familjen pansarsköldlöss. Inga underarter finns listade i Catalogue of Life.